# Distrikt Gakenke
Der Distrikt Gakenke (Kinyarwanda Akarere ka Gakenke) ist einer von fünf Distrikten der Nordprovinz in Ruanda.

## Geographie

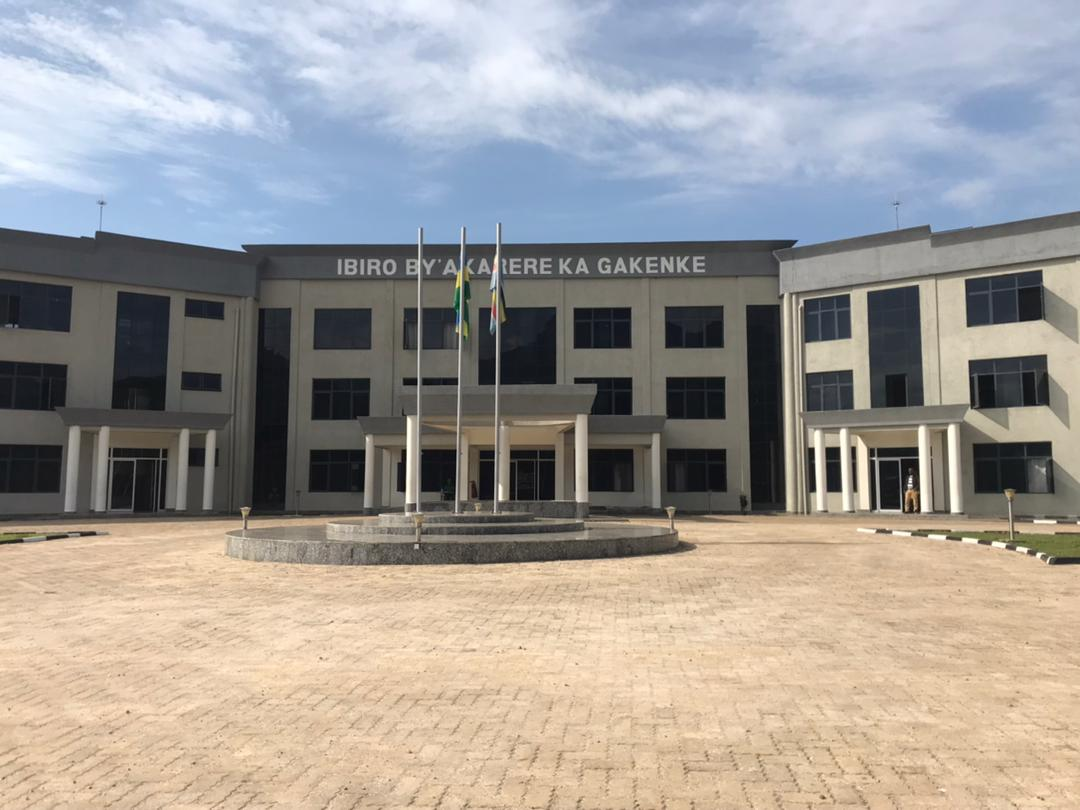
Verwaltungssitz des Distrikts Gakenke

Nachbardistrikte innerhalb der Nordprovinz sind im Nordwesten Musanze, im Osten Rulindo und im Norden Burera. Im Westen grenzt er zudem an die Distrikte Nyabuhu und Ngororero der Westprovinz sowie im Süden an die Distrikte Muhanga und Kamonyi der Südprovinz. Der Distrikt Gakenke unterteilt sich in 19 Sektoren (Imirenge) und 97 Verwaltungszellen (Utugari). Die Sektoren sind Busengo, Coko, Cyabingo, Gakenke, Gashenyi, Janja, Kamubuga, Karambo, Kivuruga, Mataba, Minazi, Mugunga, Muhondo, Muyongwe, Muzo, Nemba, Ruli, Rusasa und Rushashi. Der Distrikt umfasst insgesamt 617 Dörfer. Die Gesamtfläche liegt bei 703,9 km².
Ein durch den Distrikt verlaufender Fluss ist der Base. Dieser mündet in den Nyabarongo, welcher die Südwestgrenze des Distrikts bildet.

## Bevölkerung

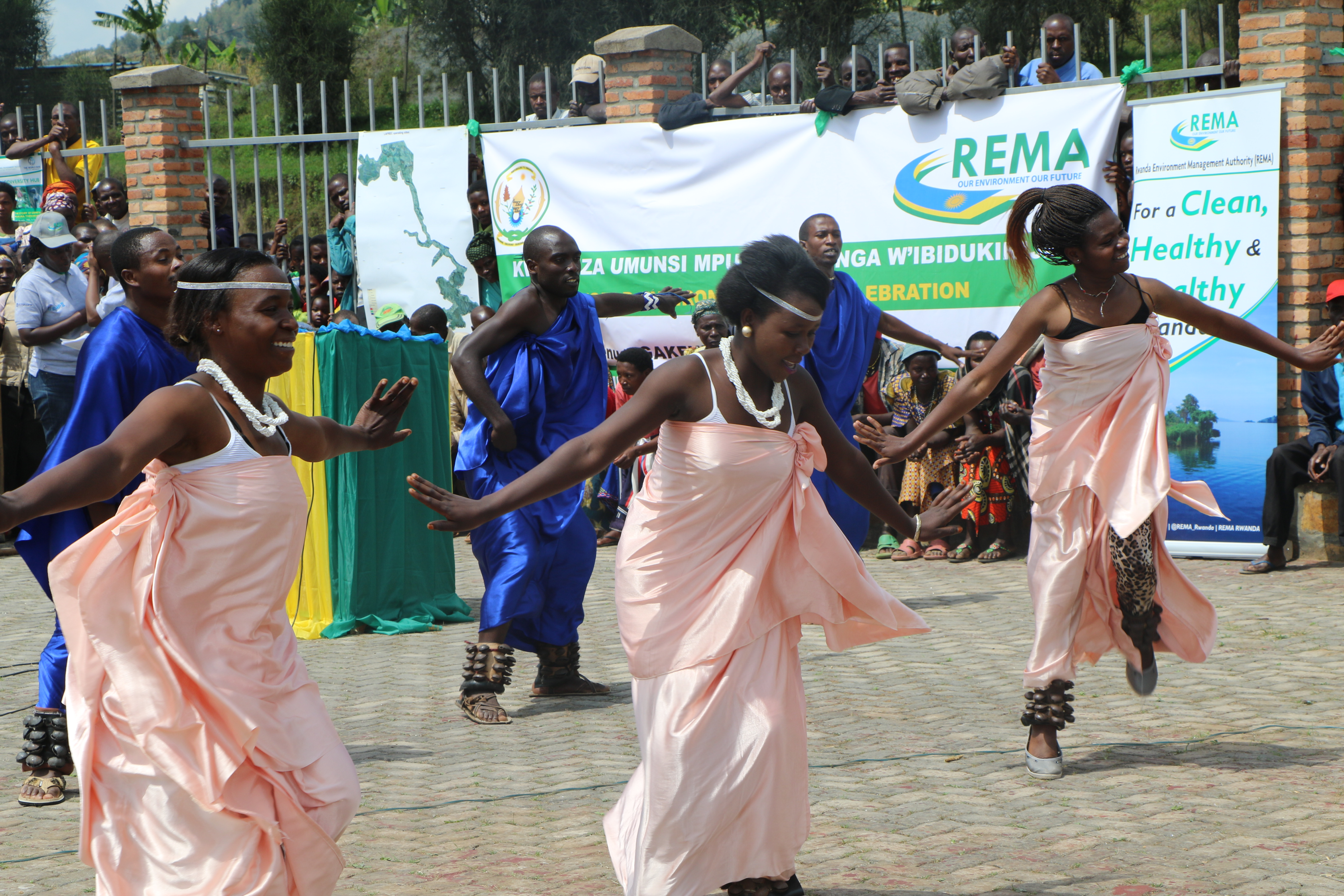
Tänzer bei einer Feier zum Weltumwelttag

Stand 2022 betrug die Einwohnerzahl 365.292. Der Bevölkerungstrend ist zunehmend.
|          |          | Zellen                                                                      | Fläche [km²] | Einwohnerzahlen | Einwohnerzahlen            | Einwohnerzahlen | Einwohnerzahlen |
| 2002     | 2012     | Zellen                                                                      | Fläche [km²] | 2022            | Jährl. Zuwachs 2012 → 2022 |                 |                 |
| -------- | -------- | --------------------------------------------------------------------------- | ------------ | --------------- | -------------------------- | --------------- | --------------- |
| Distrikt | Gakenke  | 97                                                                          | 703,9        | 322.043         | 365.292                    | 365.292         | 0,8 %           |
| Sektor   | Busengo  | Birambo, Butereri, Byibuhiro, Kamina, Kirabo, Mwumba Ruhanga                | 38,08        |                 | 20.164                     | 21.392          | 0,6 %           |
| Sektor   | Coko     | Kiruku, Mbilima, Nyange, Nyanza                                             | 55,55        |                 | 16.340                     | 17.942          | 0,9 %           |
| Sektor   | Cyabingo | Muhaza, Muhororo, Muramba, Mutanda, Rukore                                  | 24,16        |                 | 17.544                     | 18.785          | 0,7 %           |
| Sektor   | Gakenke  | Buheta, Kagoma, Nganzo, Rusagara                                            | 41,91        |                 | 22.670                     | 25.325          | 1,1 %           |
| Sektor   | Gashenyi | Nyakina, Rukura, Rutabo, Rutenderi, Taba                                    | 41,35        |                 | 20.067                     | 22.647          | 1,2 %           |
| Sektor   | Janja    | Gakindo, Gashyamba, Gatwa, Karukungu                                        | 30,66        |                 | 15.804                     | 16.007          | 0,1 %           |
| Sektor   | Kamubuga | Kamubuga, Kidomo, Mbatabata, Rukore                                         | 34,61        |                 | 20.758                     | 23.336          | 1,2 %           |
| Sektor   | Karambo  | Kanyanza, Karambo, Kirebe                                                   | 21,59        |                 | 12.159                     | 13.617          | 1,1 %           |
| Sektor   | Kivuruga | Cyintare, Gasiza, Rugimbu, Ruhinga, Sereri                                  | 31,40        |                 | 18.226                     | 19.967          | 0,9 %           |
| Sektor   | Mataba   | Buyange, Gikombe, Nyundo                                                    | 32,78        |                 | 14.346                     | 15.520          | 0,8 %           |
| Sektor   | Minazi   | Gasiho, Munyana, Murambi, Raba                                              | 47,20        |                 | 13.527                     | 14.193          | 0,5 %           |
| Sektor   | Mugunga  | Gahinga, Munyana, Mutego, Nkomane, Rutabo, Rutenderi, Rwamambe              | 29,40        |                 | 19.361                     | 19.963          | 0,3 %           |
| Sektor   | Muhondo  | Busake, Bwenda, Gihinga, Gisiza, Huro, Musagara, Musenyi, Ruganda, Rwinkuba | 54,57        |                 | 20.125                     | 21.334          | 0,6 %           |
| Sektor   | Muyongwe | Bumba, Gisiza, Karyango, Nganzo, Va                                         | 34,09        |                 | 15.550                     | 16.053          | 0,3 %           |
| Sektor   | Muzo     | Kabatezi, Kiryamo, Mubuga, Mwiyando, Rwa                                    | 46,18        |                 | 21.378                     | 21.816          | 0,2 %           |
| Sektor   | Nemba    | Buranga, Gahinga, Gisozi, Mucaca                                            | 22,42        |                 | 15.643                     | 16.854          | 0,8 %           |
| Sektor   | Ruli     | Busoro, Gikingo, Jango, Ruli, Rwesero                                       | 47,39        |                 | 18.516                     | 22.464          | 1,9 %           |
| Sektor   | Rusasa   | Gataba, Kamonyi, Murambi, Nyundo, Rumbi, Rurembo                            | 30,23        |                 | 18.250                     | 19.242          | 0,5 %           |
| Sektor   | Rushashi | Burimba, Busanane, Joma, Kageyo, Mbogo, Rwankumba, Razi, Shyombwe           | 40,35        |                 | 17.806                     | 18.835          | 0,6 %           |

## Gesundheitswesen
Im Distrikt gibt es drei Krankenhäuser: das Gatonde District Hospital im Sektor Mugunga, das Nemba District Hospital im Sektor Nemba und das Ruli District Hospital im Sektor Ruli. In letzterem befindet sich neben dem Krankenhaus das Ruli Higher Institute of Health (RHIH), eine Bildungseinrichtung mit Abschlüssen in Krankenpflege und Geburtshilfe.

## Verkehr
Durch den Norden des Distrikts verläuft die asphaltierte Nationalstraße 2 und entlang der West- und Südgrenze parallel zu den Flüssen Mukungwa und Nyabarongo die Nationalstraße 17, die jedoch Stand 2022 nicht asphaltiert ist.